# 阿爾梅里亞 (菲律賓)
阿爾梅里亞（英語：Almeria）是菲律賓比利蘭省轄下的八個自治市之一。根據菲律賓統計局的數據，該市的土地面積為57.46平方公里（22.19平方英里），佔比利蘭省總面積536.01平方公里（206.95平方英里）的10.72%。根據菲律賓官方於2020年所做的人口普查數據顯示：居住於阿爾梅里亞的總人口數量為17954人。